# Van der Dussen II

Familiewapen van Van der Dussen

Van der Dussen is een Nederlands geslacht waarvan leden sinds 1814 tot de Nederlandse adel behoren en dat in 1909 uitstierf.

## Geschiedenis
De stamreeks begint met Jan Jacob Bruinsz., raad van Delft in 1478 en daar in 1494 overleden. Nog enkele generaties waren leden bestuurders van de stad Delft, later ook van Gouda.
Bij besluit van keizer Napoleon van 27 januari 1813 werd mr. Jacob van der Dussen (1763-1820) baron de l'Empire. Bij Souverein Besluit van 28 augustus 1814 werd een andere telg benoemd in de ridderschap van Brabant. In 1815 volgde voor een andere telg verheffing in de Nederlandse adel welke in 1824 werd omgezet in een verheffing met clausule van erkenning. Het geslacht stierf in 1909 uit.

### Adelserkenning
Lange tijd beweerden leden van de familie dat dit geslacht zou afstammen van het oud-adellijke geslacht van de heren van Dussen: Van der Dussen. Het was op die grond dat in 1824 de formule van verheffing in de Nederlandse adel werd omgezet in een verheffing met clausule van erkenning. Deze erkenning kon echter nooit worden bewezen waardoor het bleef bij de ridderschapsbenoeming en de adelsverheffing.

## Enkele telgen
Jan Jacob Bruinsz. († 1494), raad van Delft
- Jacob Jan Bruinsz. (1476-1544), schepen en burgemeester van Delft
  - Ewout Jacob Bruinsz. van der Dussen († 1569), veertigraad, schepen en burgemeester van Delft
    - Jacob Ewouts van der Dussen (1530-1599), veertigraad, schepen en burgemeester van Delft
      - Ewout van der Dussen (1574-1644), veertigraad, schepen en burgemeester van Delft
        - mr. Nicolaas van der Dussen, heer van Zouteveen (1636-1719), veertigraad, schepen en burgemeester van Delft; trouwde in 1665 met Lydia van Beveren, vrouwe van Oost-Barendrecht (1647-1702)
          - mr. Ewout van der Dussen, heer van Zouteveen en Oost-Barendrecht en in Middelharnis (1669-1729), vroedschap, schepen en burgemeester van Delft; trouwde in 1704 Catharina Maria Vallensis, vrouwe in Middelharnis (1676-1745)
            - mr. Nicolaas van der Dussen, heer van Oost-Barendrecht (1718-1770), raad en schepen van Dordrecht; trouwde in 1749 met Elisabeth Aletta Slicher (1727-1769), lid van de familie Slicher
              - jhr. mr. Jacob van der Dussen, heer in Middelharnis (1760-1839), secretaris van Amsterdam
                - jhr. Ewoud van der Dussen, heer in Middelharnis (1791-1859), lid van provinciale staten van Zuid-Holland

  - Bruyn Jacobsz. van der Dussen († 1589), veertigraad en burgemeester van Delft
    - Arent van der Dussen († 1620)
      - Bruno van der Dussen (1588-1655), raad en burgemeester van Schiedam
        - mr. Jacob van der Dussen (1631-1701), raad en burgemeester van Gouda
          - mr. Bruno van der Dussen (1660-1741), raad, schepen en burgemeester van Gouda
            - mr. Jacob van der Dussen (1683-1750), secretaris van Amsterdam
              - Jan Lucas van der Dussen, meesterknaap van de houtvesterij Gooiland (1724-1773)
                - jhr. mr. Jacob van der Dussen (1763-1820), lid van gedeputeerde staten van Noord-Brabant, lid van de Eerste Kamer
                  - jhr. Willem Frederik George Lodewijk van der Dussen (1816-1878), kolonel infanterie
                    - jhr. Carel Jacob Hendrik van der Dussen (1852-1909), burgemeester van Wadenoijen, laatste telg van het moderne adellijke geslacht Van der Dussen